# Caffaro di Rustico da Caschifellone
Caffaro di Rustico da Caschifellone (ok. 1080 - 1166) – genueński dyplomata, admirał i historyk. W latach 1100–1101 wziął udział w wyprawie krzyżowej, który to był bodżcem do napisania kroniki De liberatione civitatum Orientis (O wyzwoleniu miast Orientu). Po powrocie do Genui został szanowanym obywatelem a w wieku lat 40 został wybrany konsulem odpowiedzialnym za administrację, dyplomacje i wojsko. W 1146 dowodził flotą Genui podczas podboju Minorki. W 1152 przedstawił mieszkańcom Genui swoją kronikę dziejów miasta, którą następnie uzupełniał do końca swego życia.

## Dzieła
1. De liberatione civitatum Orientis
2. Annales